# Galassia a spirale intermedia

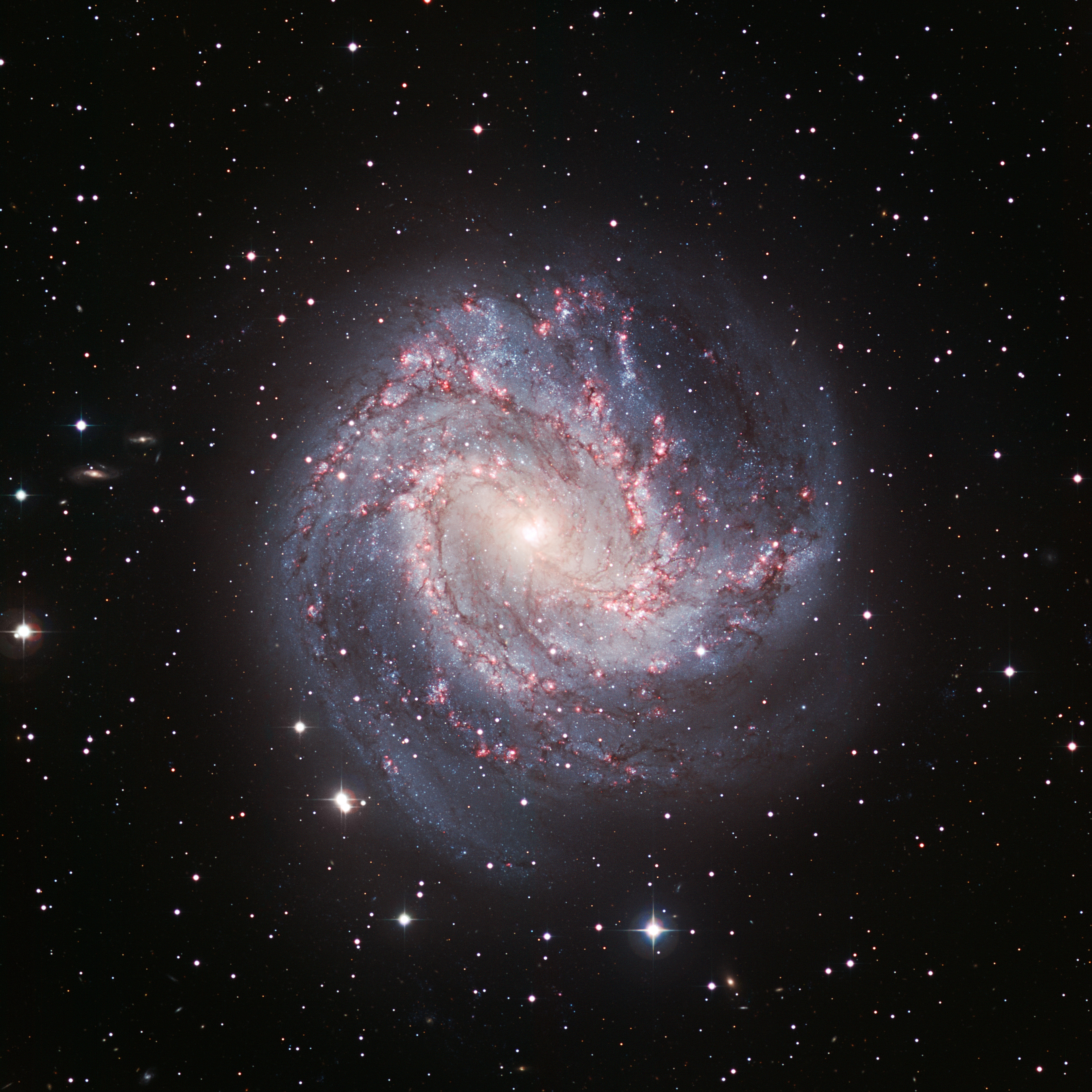
M83, un tipico esempio di una galassia a spirale intermedia di tipo SBa.

Una galassia a spirale intermedia è una galassia a spirale classificata come intermedia tra una galassia a spirale barrata e una galassia a spirale non barrata.
È indicata come SAB nella classificazione morfologica delle galassie, sviluppata da Edwin Hubble e successivamente espansa da Gérard de Vaucouleurs, che prevede altri sottoinsiemi come SB0, SBa, SBb, SBc in modo analogo alla sequenza di Hubble. I sottogruppi (0, a, b, c) sono basati sulla relativa prominenza del rigonfiamento centrale (bulge) e sulla forma dei bracci di spirale.
Osservazioni condotte con la Wide Field Planetary Camera 2 (WFPC2) del telescopio spaziale Hubble (HST) sulle galassie a spirale di tipo iniziale e intermedio, hanno mostrato una grande complessità nelle regioni interne in questi sistemi.

## Descrizione
Essa si presenta, oltre ad un nucleo ed un disco, con un'altra componente di forma grossolanamente cilindrica detta: barra.
L'aspetto della barra, del nucleo e dei bracci è variabile, ed appunto per questo è stato necessario creare un sottogruppo.
SBa si presenta generalmente con due bracci spiraleggianti che si avvolgono molto strettamente attorno alla barra ed in più ha un nucleo esteso e luminoso; ed il suo aspetto è differente da quello di una S assomigliando di più alla lettera greca θ. La composizione di queste galassie è la stessa delle altre di tipo normale, ma presumibilmente si evolvono da quelle irregolari; infatti a suffragare ciò si può prendere come esempio la Grande Nube di Magellano che è classificata come irregolare ma comincia a sviluppare una leggera barra ed un braccio a spirale.